# Jerzy Zabielski

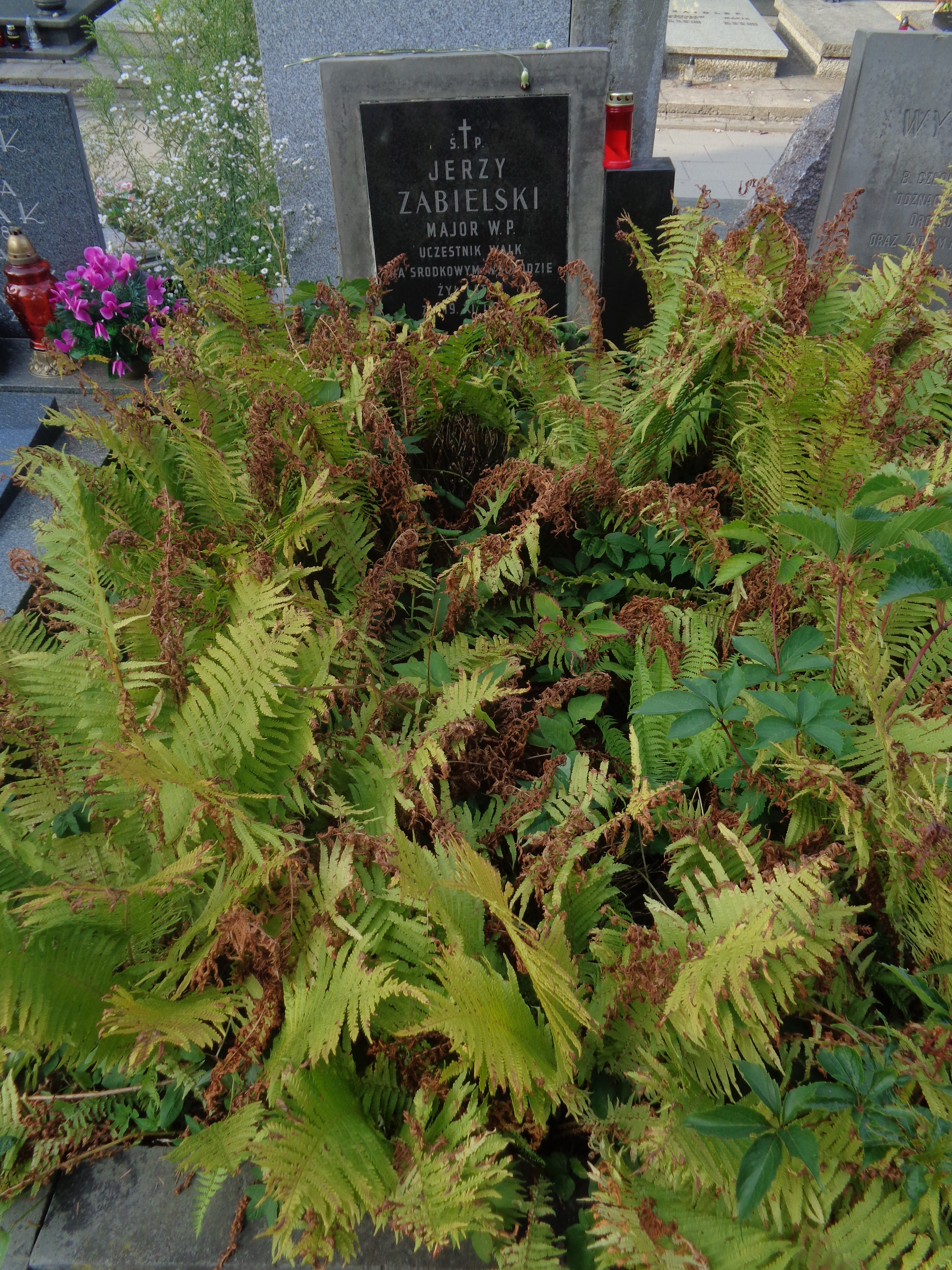
Grób Jerzego Zabielskiego

Jerzy Feliks Zabielski (ur. 28 marca 1897 w Warszawie, zm. 19 listopada 1958 tamże) – polski szermierz, medalista olimpijski, major intendent z wyższymi studiami wojskowymi Wojska Polskiego.

## Życiorys
W 1916, po ukończeniu Gimnazjum im. Emiliana Konopczyńskiego w Warszawie, rozpoczął studia prawnicze, których nie ukończył, bowiem w listopadzie 1918 wstąpił ochotniczo do Wojska Polskiego. W 1919 został podporucznikiem, a 3 maja 1922 zweryfikowany w stopniu porucznika ze starszeństwem z 1 grudnia 1921, w korpusie oficerów intendentów.
Po zakończeniu wojny polsko-bolszewickiej pozostał w armii, w intendenturze. W latach 1921–1923 studiował prawo na Uniwersytecie Jagiellońskim.
Był jednym z organizatorów sportu szermierczego w Polsce: współzałożycielem Warszawskiego Klubu Szermierczego (w 1916) oraz członkiem zarządu sekcji szermierczej AZS Kraków. Prowadził także kursy szermierki w szkołach wojskowych.
Dwukrotnie startował na olimpiadach, oba razy w turnieju drużynowym szabli. W Paryżu 1924 polska drużyna odpadła w eliminacjach, ale cztery lata później w Amsterdamie 1928 zdobyła brązowy medal (oprócz Zabielskiego drużynę tworzyli Tadeusz Friedrich, Kazimierz Laskowski, Aleksander Małecki, Adam Papée i Władysław Segda).
Zabielski trzykrotnie startował w mistrzostwach Europy: w 1930 (brązowy medal drużynowo w szabli), 1933 i 1934. Podczas akademickich mistrzostw świata w 1924 w Warszawie wywalczył srebrne medale drużynowo w szabli i florecie.
Czterokrotnie zdobywał brązowe medale mistrzostw Polski: w szabli w 1924, 1926 i 1927 oraz w szpadzie w 1929. Zakończył uprawianie szermierki w 1935.
W latach 1930–1932 był słuchaczem Kursu Intendentów w Wyższej Szkole Wojennej w Warszawie. Z dniem 19 października 1932, po ukończeniu kursu, został przeniesiony w korpusie oficerów administracyjnych (grupa oficerów administracji intendentury) do dyspozycji dowódcy Okręgu Korpusu Nr I w Warszawie celem odbycia praktyki intendenckiej. z Dniem 1 listopada 1934 roku został przeniesiony z Departamentu Intendentury Ministerstwa Spraw Wojskowych do Biura Personalnego Ministerstwa Spraw Wojskowych z zachowaniem dotychczasowego dodatku służbowego. 27 czerwca 1935 roku awansował na podpułkownika ze starszeństwem z 1 stycznia 1935 roku i 26. lokatą w korpusie oficerów intendentów. Wziął udział w kampanii wrześniowej, a następnie służył w Oddziale III Sztabu Generalnego Polskich Sił Zbrojnych. Zakończył służbę w stopniu majora. Po II wojnie światowej pozostał w Wielkiej Brytanii, a w 1958 powrócił do Polski, gdzie wkrótce zmarł. Pochowany na Cmentarzu Wojskowym na Powązkach w Warszawie (kwatera BII 28-2-25).

## Ordery i odznaczenia
- Srebrny Krzyż Zasługi (19 marca 1931)[6]